# The Merseybeats
The Merseybeats es una banda de rock británica original de Liverpool, formada a comienzos de los años 60 dentro de la escena Merseybeat. Fueron habituales sus actuaciones en el Cavern Club junto a bandas como the Beatles o Gerry and the Pacemakers.

## Historia

### The Merseybeats
Originalmente conocidos como the Mavericks, la primera formación estaba compuesta por Tony Crane y Billy Kinsley. El grupo cambió de nombre en febrero de 1962 en el Cavern Club, pasando a ser conocidos como The Merseybeats. En abril de ese mismo año, se incorporaron a la banda el guitarrista Aaron Williams y el batería John Banks.
La banda firmó un contrato discográfico con Fontana Records y publicaron su primer sencillo en 1963 con el título de "It's Love That Really Counts", seguido en 1964 por "I Think of You", disco con el que lograron su primer disco de oro al superar el millón de copias vendidas. En febrero de 1964, Billy Kinsley dejó la formación para fundar su propia banda, the Kinsleys. Fue temporalmente reemplazado por Bob Garner (posteriormente miembro de the Creation) y más tarde por Johnny Gustafson.
Con Gustafson en la formación, la banda obtuvo dos nuevos éxitos, "Don't Turn Around" y "Wishin' and Hopin' ". Otros temas exitosos grabados por la banda fueron "Last Night", "Don't Let it Happen to Us", "I Love You, Yes I Do", "I Stand Accused", "Mr. Moonlight", "Really Mystified" o "The Fortune Teller". Kinsley regresó al grupo a finales de 1964.
The Merseybeats fueron artistas habituales del Cavern Club de Liverpool, presumiendo de haber sido la banda que más veces compartió escenario con The Beatles en aquella época. Tuvieron también éxito fuera del Reino Unido, realizando giras por Alemania, Estados Unidos o Australia. En Italia llegaron a tener su propio show televisivo.

### The Merseys
Cuando el éxito inicial de la banda fue decayendo, la formación tomó un nuevo rumbo. En 1966, Crane y Kinsley formaron un dúo vocal llamado the Merseys. Tuvieron su mayor éxito con su primer sencillo, una versión del tema "Sorrow" de the McCoys con el que alcanzaron el número 4 de la lista UK Singles Chart.La introducción del tema fue interpretada por el bajista Jack Bruce. Una frase de la letra de la canción, "with your long blonde hair and eyes of blue," fue incluida en el tema "It's All Too Much" de The Beatles, publicado en 1969 como parte de la banda sonora de Yellow Submarine. David Bowie grabó una versión del tema en 1973 con la que alcanzó el número 3 de las listas británicas de éxitos. El dúo se separó en 1968. Crane y Kinsley continuaron sus carreras liderando por separado sus propias bandas.
Durante los años 70, Crane actuó bajo el nombre de Tony Crane and the Merseybeats. Desde 1993 Kinsley y Crane actúan de nuevo como the Merseybeats en salas europeas en eventos "revival". En 2006 celebraron sus 45 años en la industria musical.

## Discografía de The Merseybeats

### Álbumes
- 1963: Oriole – This Is Merseybeat
- 1964: Fontana – The Merseybeats – UK #12
- 1966: Wing – The Merseybeats
- 1977: Look – The Merseybeats Greatest Hits
- 1978: Crane Productions – Tony Crane Sings Elvis Presley
- 1982: Edsel – The Merseybeats Beats & Ballads

### EP
- 1964: Fontana – The Merseybeats on Stage
- 1963: Fontana – The Merseybeats/I Think of You
- 1964: Fontana – Wishin' and Hopin'
- 1966: Fontana – I Think of You

### Sencillos
- 1963: Fontana – "It's Love That Really Counts" / "The Fortune Teller" – UK #24
- 1963: Fontana – "I Think of You" / "Mr. Moonlight" – UK #5
- 1964: Fontana – "Don't Turn Around" / "Really Mystified" – UK #13
- 1964: Fontana – "Wishin' and Hopin' " / "Milkman" – UK #13
- 1964: Fontana – "Last Night" / "See Me Back" – UK #40[2]
- 1965: Fontana – "Don't Let it Happen to Us" / "It Would Take a Long Long Time"
- 1965: Fontana – "I Love You, Yes I Do" / "Good Good Lovin'" – UK #22
- 1965: Fontana – "I Stand Accused" / "All My Life" – UK #38[3]

### CD
- 1990: Fontana – The Merseybeats
- 1992: Trace – The Merseybeats
- 1993: Amadeus – I’ll Get You
- 1993: Amadeus – I’ll Get You (Extended)
- 1996: Javelin – The Merseybeats
- 1997: Karussell – The Very Best of the Merseybeats
- 1999: Crane – The Merseybeats Greatest Hits
- 2002: Bear Family Records – I Think of You – The Complete Recordings
- 2003: Crane – The Merseybeats Greatest Hits
- 2003: Merseybeat – Anniversary Tour 2003
- 2003: This Time – "This Time" / "Don't Ask Me to Be Friends" / "Poor Boy from Liverpool"

### Vídeos
- 1999: The Merseybeats in Concert
- 1999: Tony Crane Sings Elvis Presley

## Discografía de The Merseys
- 1966: Fontana – "Sorrow" / "Some Other Day" – UK #4
- 1966: Fontana – "So Sad About Us" / "Love Will Continue"
- 1966: Fontana – "Rhythm of Love" / "Is It Love"
- 1966: Fontana – Rhythm of Love (EP)
- 1967: Fontana – "The Cat" / "Change of Heart"
- 1967: Fontana – "Penny in My Pocket" / "I Hope You're Happy"
- 1968: Fontana – "Lovely Loretta" / "Dreaming"
- 1973: Philips – "Sorrow" / "I Think of You"